# 조치원읍
조치원읍(鳥致院邑)은 세종특별자치시의 북동부에 위치한 읍으로, 고려대학교 세종캠퍼스, 홍익대학교 세종캠퍼스 등 대학교가 있고, 경부선 조치원역이 있으며, 충청북도 청주시 등을 거쳐 제천시까지 연결되는 충북선이 시작되는 기점이다.

## 역사

### 연혁
- 백제 시대 : 두잉지현
- 신라 시대 : 웅주 연기현
- 고려 시대 : 청주목
- 조선 시대 : 연기현 북면
- 1895년 : 연기군 북면
- 1905년 : 경부선 개통, 조치원역 영업 개시.
- 1911년 : 연기군청이 남면(현 연기면)에서 북면(현 조치원읍)으로 이전
- 1917년 10월 1일 : 조치원면(조치원리, 죽내리) 신설로 북면 폐지, 북면의 나머지 지역은 서면(현 연서면)에 편입.
- 1931년 4월 1일 : 조치원읍으로 승격
- 1939년 : 서면 4개리(내창·동·신동·번암리)가 조치원읍에 편입

| 조선총독부령 제40호                                     | |
| 구 행정구역                                             | 신 행정구역                                                                                         |
| 서면 내창리(內倉里), 동리(東里), 신동리(薪洞里), 번암리 | 조치원읍 서창정(瑞倉町), 봉산정(鳳山町), 신안정(新安町), 번암정                                     |
| 조치원읍 조치원리 일부                                  | 조치원읍 욱정, 적송정(赤松町), 길야정(吉野町), 소화정(昭和町), 궁하정(宮下町), 신흥정, 죽림정, 영정 |

### 지명의 유래
동국문헌비고(1770년 영조 46년에 발간) 향시편에 '청주목 내 조치원장(鳥致院場)은 4일과 9일 열린다'고 소개되어 있다. 일성록과 승정원일기의 순조 원년(1800년) 기록에도 모두 조치원이라는 기록이 있고, <1872년 지방도(地方圖)> 청주목 지도에도 조치원이라는 지명이 쓰여 있다. 이에 앞서 조선 초기 성종 때(1480년대)의 지리서인 동국여지승람 청주목 역원(驛院)편에는 현재의 조치원 위치에 장원(場院)이 있었음이 소개되어 있다.(場院, 在州西三十九里. → 장원, 청주 서쪽 39리에 있다.) 장원(場院)의 의미로 보아 당시에 조치원에는 시장(場)과 관영숙박시설인 원(院)이 존재하였고, 조선 초기에 이미 조치원이 상당한 교통의 요지였음을 알 수 있다.
문헌을 살펴보면 조치원과 발음이 유사한 지명으로 <1872년 지방도> 연기현 지도에 조천(鳥川)과 저치제언(苧峙堤堰)이 등장하는데, 조천과 저치제언은 조치원이란 지명에 영향을 미쳤을 것으로 추정된다. 선조실록 1595년 11월 9일 이성남의 공초에는 '청주는 목방(木方, 동쪽)인데, 연기현의 연(燕)은 새(鳥)이며 새는 금방(金方, 서쪽)'이라는 내용이 보인다.
저치제언(苧峙堤堰)은 세종 9년에 연기현감을 지낸 허만석이 축조한 농업용 제방 및 방죽으로 추정되는데 동국여지승람에 소개되어 있다. 저치(苧峙)는 '띠풀 언덕'이라는 뜻으로, 예전에 뗏장으로 벽을 쌓고 띠풀로 지붕을 이은 집이 많다고 하여 불리는 '뗏집거리'가 지금도 마을 명칭으로 사용되고 있다. 특히 1926년 조천(鳥川) 제방이 축조되기 이전의 조치원은 조천과 미호강이 휘돌아가는 범람원(氾濫原)이었는데, 하천변에 억새풀이 무성하여 새(鳥)들이 서식하기 좋은 고장이었음을 짐작할 수 있다.
이러한 사항들을 종합해 볼 때 조치원이라는 지명은 궁극적으로 조천(鳥川), 저치제언(苧峙堤堰) 등의 옛 이름에서 유래한 한편, 새롭게 한화(漢化)될 때 새(鳥)들의 서식처(致)라는 환경적 요인, 그리고 관영숙박시설(院)이 위치한 지리적 여건 등 다양한 요인들에서 영향을 받았을 가능성을 추측할 수 있다.

## 하위 행정 구역
| 법정리 | 한자명 | 행정리            | 비고                                                         |
| ------ | ------ | ----------------- | ------------------------------------------------------------ |
| 원리   | 元里   | 원1리 ~ 원2리     | 조치원역                                                     |
| 상리   | 上里   | 상1리 ~ 상2리     | 조치원공영버스터미널, 조천을 경계로 오송읍과 접함            |
| 평리   | 平里   | 평리              |                                                              |
| 교리   | 校里   | 교리              | 조치원읍 행정복지센터, 세종시보건소, 대전지방법원 세종시법원 |
| 정리   | 貞里   | 정리              |                                                              |
| 명리   | 明里   | 명리              |                                                              |
| 남리   | 南里   | 남1리 ~ 남2리     |                                                              |
| 침산리 | 砧山里 | 침산1리 ~ 침산4리 | 조치원소방서                                                 |
| 신흥리 | 新興里 | 신흥1리 ~ 신흥7리 |                                                              |
| 죽림리 | 竹林里 | 죽림1리 ~ 죽림5리 |                                                              |
| 번암리 | 磻岩里 | 번암1리 ~ 번암2리 | 세종경찰서                                                   |
| 신안리 | 新安里 | 신안1리 ~ 신안4리 | 서창역, 홍익대학교 세종캠퍼스                                |
| 봉산리 | 鳳山里 | 봉산1리 ~ 봉산2리 | 연기 봉산동 향나무                                           |
| 서창리 | 瑞倉里 | 서창1리 ~ 서창2리 | 고려대학교 세종캠퍼스                                        |
| 14리   |        | 36행정리          |                                                              |

## 교육
- 사립대학교
  - 고려대학교 세종캠퍼스
  - 홍익대학교 세종캠퍼스

- 고등학교
  - 세종고등학교
  - 세종여자고등학교

- 중학교
  - 세종중학교
  - 조치원중학교

- 초등학교
  - 조치원교동초등학교
  - 조치원대동초등학교
  - 조치원명동초등학교
  - 조치원신봉초등학교

## 교통
경부선 철도가 읍내를 남북으로 관통하며, 충북선의 기점이기도 하다. 읍 정중앙에 조치원역이 있어 생활권역이 철도를 중심으로 동부와 서부로 나뉜다. 읍내에서 직선 거리로 약 2 km 떨어진 곳에 충북선 오송역과 경부고속철도와 호남고속철도가 만나고 갈라지는 오송역이 있는데, 오송역은 2010년 11월 영업을 시작했다.
조치원역을 기점으로 옛 연기군 내 대부분의 지역과 공주시, 청주시로 향하는 시내버스가 운행되고 있다. 단, 연동면·부강면 방면은 예외적으로 조치원에서 발착하는 고속버스와 조치원을 경유하는 시외버스가 발착하는 조치원공용버스터미널에서 출발한다.

## 사진

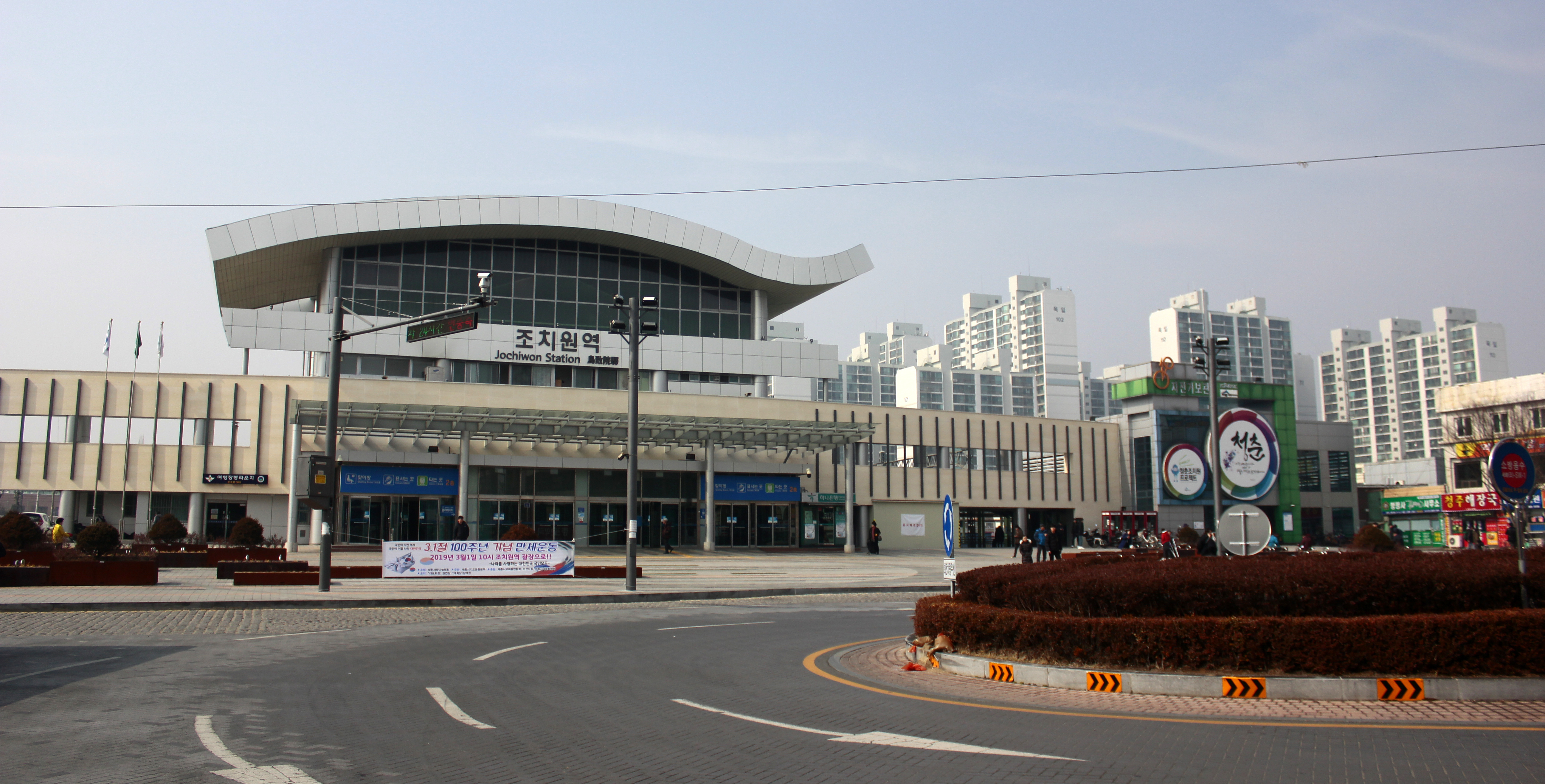
조치원역
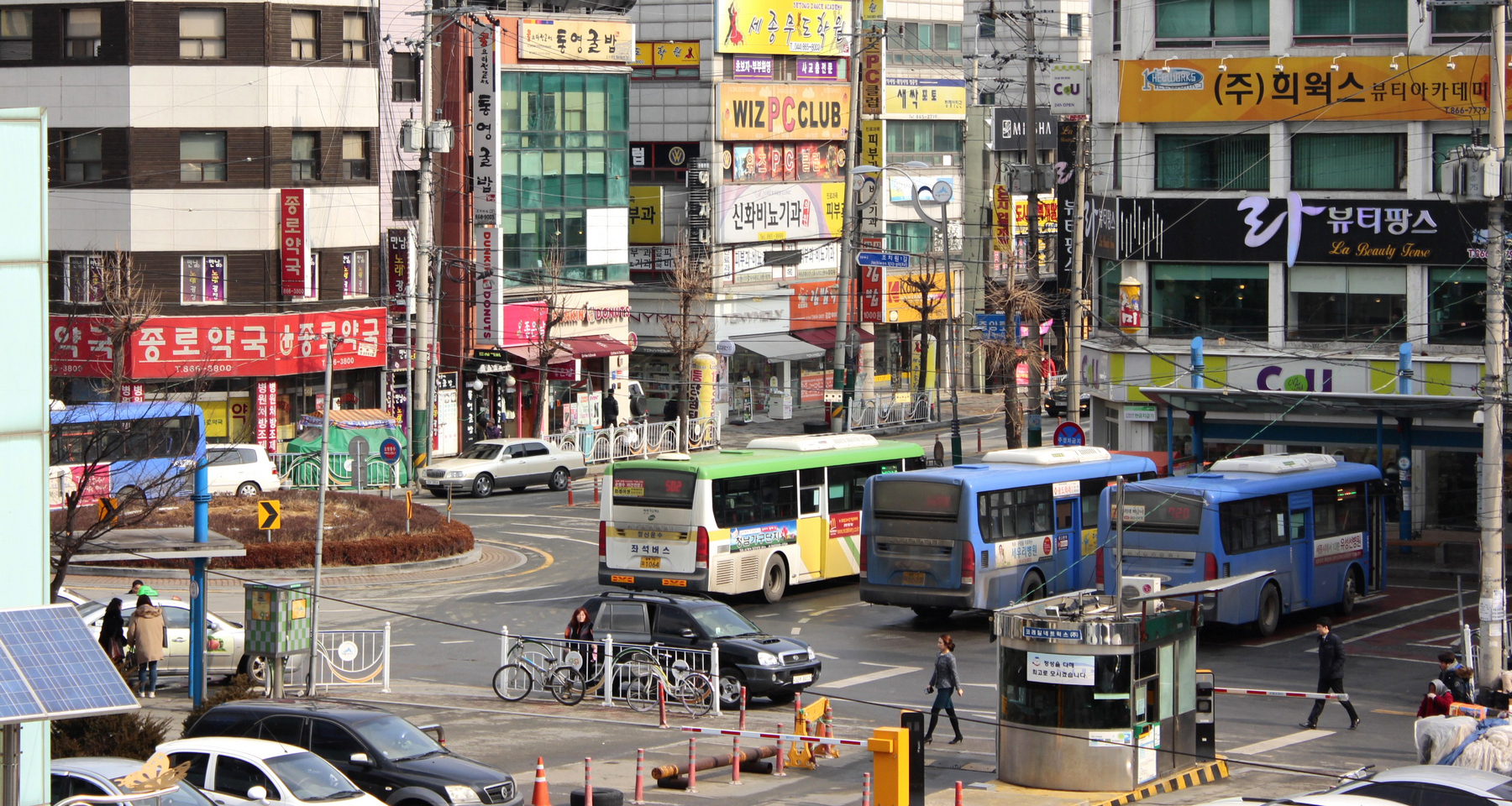
조치원역 앞
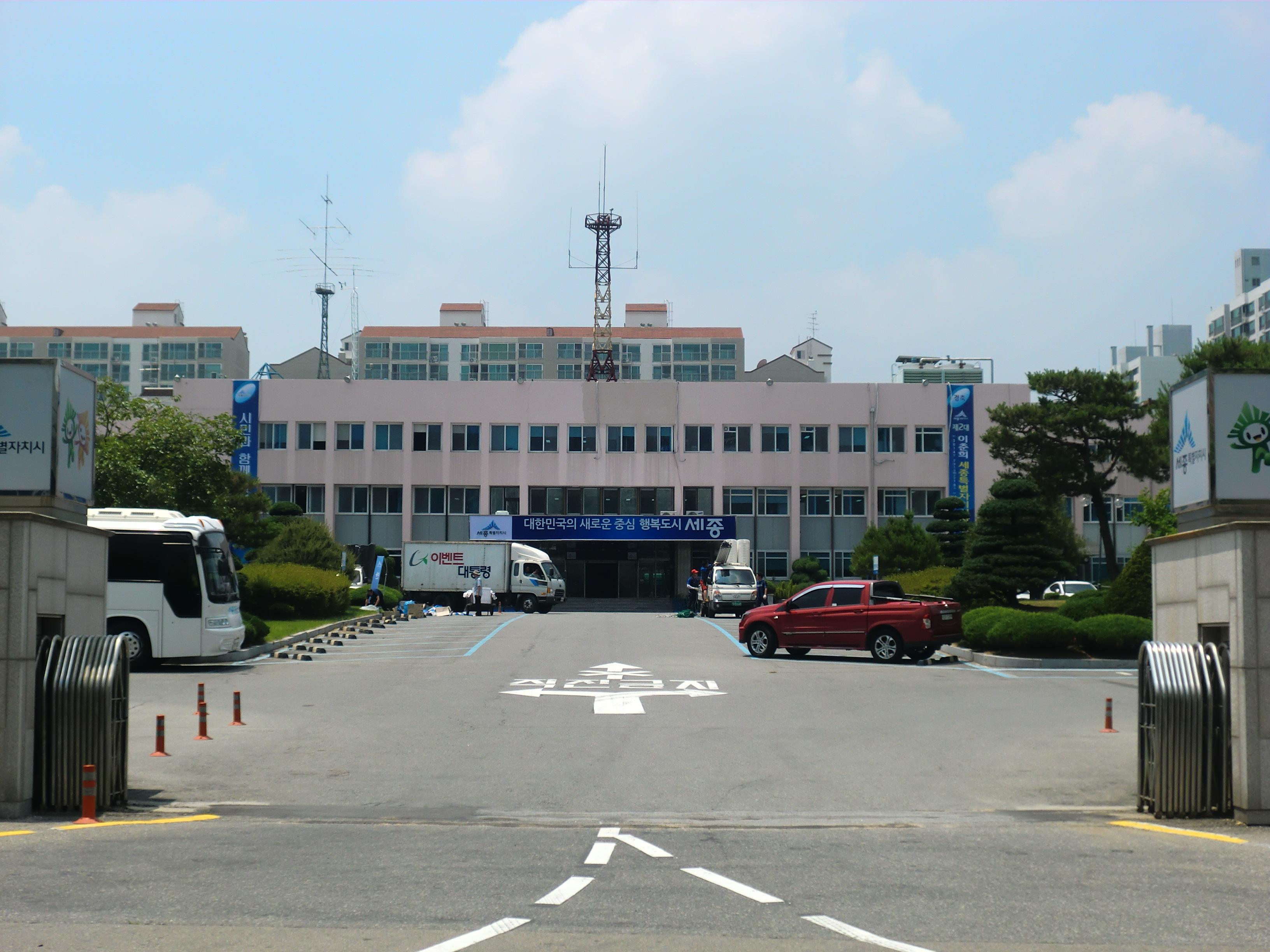
세종특별자치시청 조치원 청사
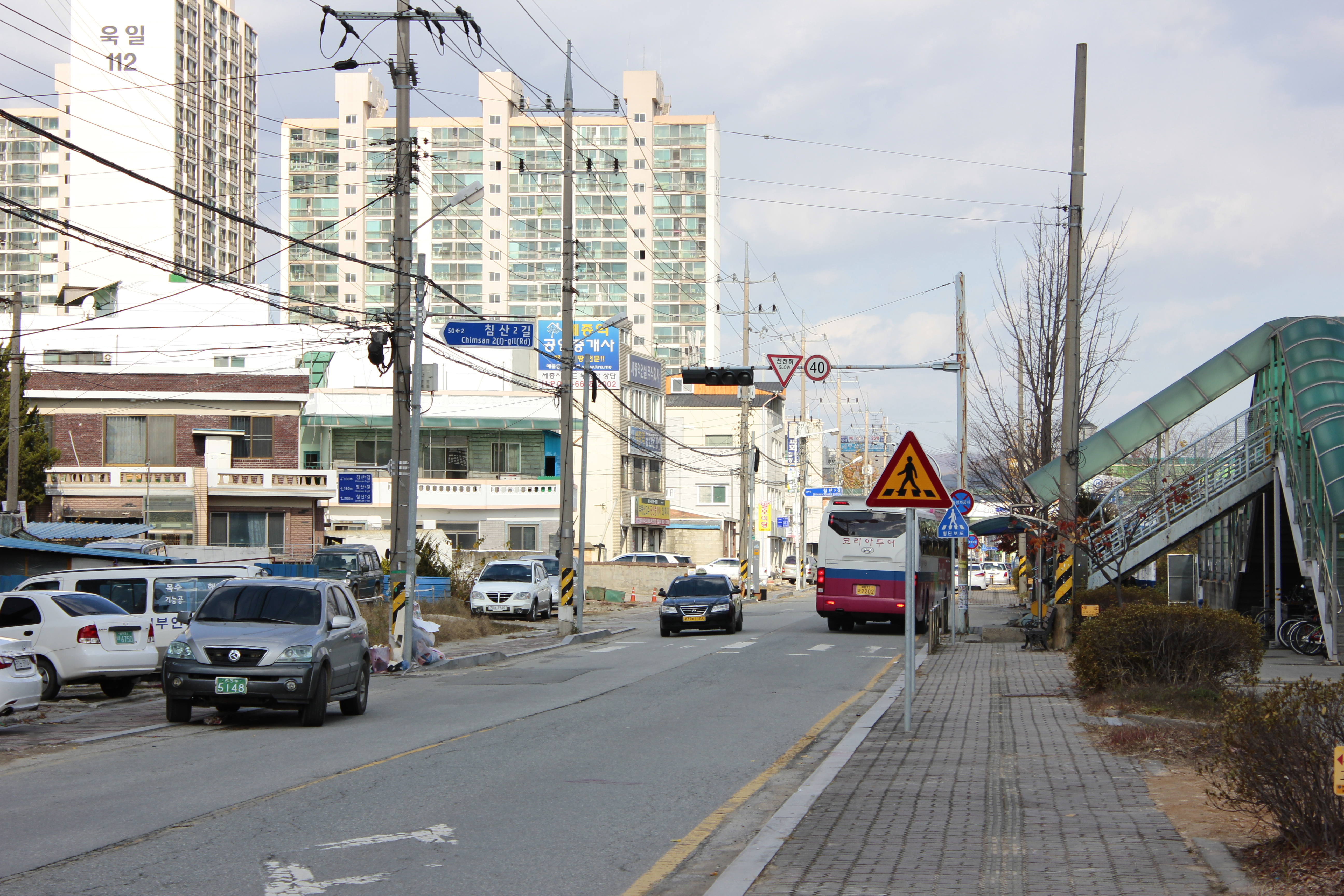
충현로
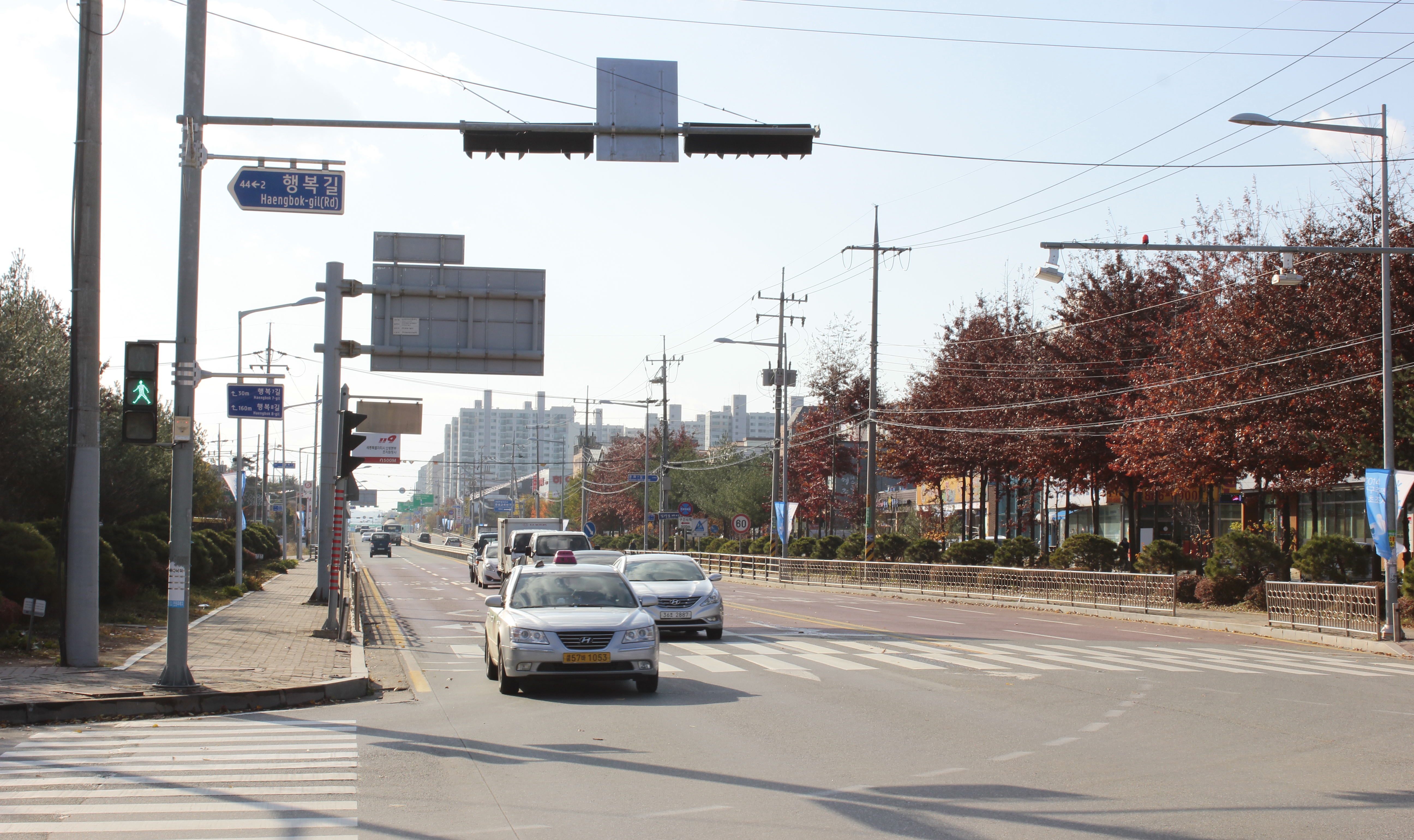
세종로

## 같이 보기
- 세종특별자치시
- 세종시민체육관